# 壤駟姓
壤駟姓是漢字複姓之一，在《百家姓》中排第452位。在现代是极罕见的姓氏。

## 起源
壤驷姓是以祖先的名字为姓氏。根据《姓氏英贤传》中的记载，孔子有弟子名为壤驷赤，字子徒，是七十二贤之一。他的后代中有人以祖先名字为姓氏。

## 郡望
- 京兆郡：即长安。

## 延伸阅读
[在维基数据编辑]
 《百家姓》
 《欽定古今圖書集成·明倫彙編·氏族典·壤駟姓部》，出自陈梦雷《古今圖書集成》